# Esporte Clube Noroeste
El Esporte Clube Noroeste es un club de fútbol brasilero, de la ciudad de Bauru en Estado de São Paulo. Fue fundado en 1910 y juega en el Campeonato Paulista Serie A2 del estado de San Pablo.

## Historia
Fue fundado el 1 de septiembre de 1910, y club solo se convirtió en profesional en 1948. En la Era Amateur ganó el Campeonato do Interior, el torneo más prestigioso entre los equipos del interior del Estado de San Pablo, en 1943.
En 1953 el Noroeste ganó la promoción a la primera división del Campeonato Paulista. Hasta 1966, jugó contra algunos de los mejores equipos del país, incluido el legendario Santos de Pelé. Después de ese año, Noroeste ha construido una historia de promociones y descensos hasta la década de 1980. El club jugó el Campeonato Brasileiro (primera división nacional) una sola vez, en 1978.
La década de 1990 marcó uno de los períodos más difíciles en la historia del Noroeste. Fue descendido al Campeonato Paulista Série A-3 (tercera división paulista) dos veces (1994 y 1999) y regresó a Série A-1 (primera división paulista) solo en 2005, impulsado por el apoyo patrimonial del presidente Damião García, elegido en 2003.
En la temporada 2006, Noroeste terminó el Campeonato Paulista en la cuarta posición, su mejor en toda historia. El mismo año participó en Copa de Brasil por primera vez, pero perdió ante 15 de Novembro (Campo Bom) aún en las primeras rondas. En Série C (tercera división nacional), Noroeste alcanzó la tercera fase, pero no logró promocionar.
La temporada 2007 terminó con un buen desempeño general para el club, a pesar de la descalificación de la primera ronda de grupos en Série C. Noroeste terminó séptimo en el Campeonato Paulista, su tercer mejor esfuerzo en la historia. El club quedó en segundo lugar después de Guaratinguetá en el Campeonato do Interior y avanzó a la segunda ronda en la Copa do Brasil, donde cayó para el subcampeón Figueirense.
El 2012 marcó el final de la Era Damião García con su salida del club y el fin del patrocinio de Kalunga. Una sucesión de descensos llevó al club de Primera a Última División del campeonato paulista en solo 5 años. En 2015, por primera vez en su historia centenaria, Noroeste jugó el Campeonato Paulista Segunda Divisão, la cuarta y última división. Logró la promoción un año después después de una temporada irregular, pero lo suficiente como para calificar entre los cuatro mejores equipos. Noroeste ha estado disputando el Campeonato Paulista Série A3 desde 2016.

## Uniforme
- Uniforme titular: Camiseta, pantalón y medias rojas.
- Uniforme alternativo: Camiseta, pantalón y medias blancas.

El Noroeste hizo uso de camiseta roja, pantalón blanco y medias rojas como uniforme titular por muchos años en su historia. En el pasado recente lanzó un tercer uniforme a rajas verticales en blanco y rojo, inspirado en uniformes del pasado. En dos temporadas usó uniforme con rayas horizontales: en 1992 usó la combinacción de blanco y rojo y en 2014 en vinotinto y rojo. En 2009 tuvo como tercer uniforme una camiseta dorada con detalles en rojo.

## Entrenadores
- Carlão (1946)
- Balbino Simões (1953)
- José Pavesi (1953)
- Dário Leitona (1956)
- Armando Renganeschi (septiembre 1956–octubre de 1957)
- Lafayette Pessano Mena Barreto Silva (1958)
- João Avelino (1960)
- Joaquim Loureiro (1960)
- Balbino Simões (1963)
- Alcides Manay (1964)
- Fernando Pierre (1965)
- Cilinho (1966)
- Muca (1970)
- José Teixeira (1971)
- Wilson Francisco Alves (1973–1974)
- Norberto Lopes (1975)
- Wilson Francisco Alves (1976–1977)
- Diede Lameiro (1977–1978)
- Varlei de Carvalho (1979–1980)
- Bolão (1981)
- Banha (1981)
- Celso Marão (1981)
- Zé Rubens (1984)
- Norberto Lopes (1984)
- Fedato (1985)
- Nenê (1985)
- Celso Marão (1985)
- Zé Rubens (1985)
- Varlei de Carvalho (1986–1987)
- José Carlos Fescina (1987)
- Urubatão Calvo Nunes (1987–1988)
- Zé Duarte (1988)
- Valter Ferreira (1989)
- Paulo Emílio (1989)
- Norberto Lopes (1990)
- Banha (1990)
- Marco Antônio Machado (1990)[7]
- Marco Antônio Machado (1992)[7]
- Arthur Neto (1992)
- Pedro Rocha (1992)
- Arthur Neto (1993)
- Baroninho (1993)
- Toninho Costa (1993)
- Varlei de Carvalho (1994)
- Marco Antônio Machado (1994)[7]
- Luís Carlos Martins (1995)
- Marco Antônio Machado (1997)[7]
- Luís Carlos Martins (1998–1999)
- Baroninho (1999)
- Édson Boaro (junio de 1999–?)
- Marco Antônio Machado (2000)
- Vitor Hugo (2001)[7]
- Varlei de Carvalho (2002)
- Marco Antônio Machado (2003)
- Guto Ferreira (mayo de 2003–agosto de 2003)
- Vitor Hugo (2003)[7]
- Valtinho (2003)
- Toninho Moura (2003)
- Cilinho (junio de 2004)
- Vitor Hugo (junio de 2004–?)[7]
- Édison Só (2004)
- Juninho Fonseca (2004–febrero de 2005)
- Ivo Secchi (febrero de 2005–mayo de 2005)
- Paulo Comelli (mayo de 2005–abril de 2007)
- Pintado (abril de 2007–mayo de 2007)[7]
- Vitor Hugo (2007)[7]
- Marco Antônio Machado (2007)[7]
- José Carlos Fescina (agosto de 2007–febrero de 2008)
- Marcio Bittencourt (febrero de 2008–mayo de 2008)
- Luís Carlos Martins (mayo de 2008–?)
- Zé Rubens (2008)
- Ruy Scarpino (noviembre de 2008–febrero de 2009)[8]
- Fahel Junior (febrero de 2009–marzo de 2009)[8]
- Zé Rubens (marzo de 2009–julio de 2009)[9]
- Paulo Roberto Santos (julio de 2009–agosto de 2009)
- Alfinete (agosto de 2009–octubre de 2009)[10][11]
- Amauri Knevitz (noviembre de 2009–febrero de 2010)
- Luciano Dias (febrero de 2010–enero de 2011)[12]
- Lori Sandri (febrero de 2011–marzo de 2011)[13]
- Jorge Saran (marzo de 2011–noviembre de 2011)[14]
- Amauri Knevitz (diciembre de 2011–agosto de 2012)[15][16]
- Luciano Sato (interino- agosto de 2012–septiembre de 2012)[17]
- Moisés Egert (septiembre de 2012–noviembre de 2012)[17]
- Carlos Alberto Seixas (diciembre de 2012–marzo de 2013)[18][19]
- Luciano Sato (interino- marzo de 2013–junio de 2013)[19]
- Edinho Machado (junio de 2013)
- Luciano Sato (octubre de 2013–febrero de 2014)[20]
- Ney Silva (febrero de 2014)[20][21]
- Jorge Saran (febrero de 2014–marzo de 2014)[21][22][23]
- Vitor Hugo (marzo de 2014)[23]
- João Martins (febrero de 2015–agosto de 2015)[24]
- Marcelo Santos (interino- agosto de 2015–septiembre de 2015)[24][25]
- Vítor Hugo (septiembre de 2015–diciembre de 2015)[24][26]
- Kita (interino- diciembre de 2015)[26]
- Lela (diciembre de 2015–febrero de 2016)[27][28]
- Diego Kami Mura (interino- diciembre de 2015–febrero de 2016)[28]
- Vítor Hugo (marzo de 2016–abril de 2016)[29][30]
- Marcelo Sangaletti (noviembre de 2016–marzo de 2017)[31]
- Vítor Hugo (marzo de 2017–agosto de 2017)[32]
- Tuca Guimarães (agosto de 2017–febrero de 2018)[33]
- Alberto Félix (febrero de 2018–abril de 2018)[34][35]
- Betão Alcântara (mayo de 2018–abril de 2019)[36][37]
- Adriano Kanaã (junio de 2019)[38][39]
- Gilmar Minelli (junio de 2019–agosto de 2019)[39]
- Luís Carlos Martins (noviembre de 2019–enero de 2023)[40][41]
- Moisés Egert (enero de 2023–presente)[4]

## Presidentes
- Carlos Gomes Nogueira (1910)
- Waldemar de Almeida Vale e Silva (1956)
- Darci César Improta (1960–1962)
- Egidio Marafioti (1963–1965)
- Maurício Leite de Toledo (1966)
- Ramiro Gorreta Junior (1967–1970)
- Cláudio Amantini (1970–1972)
- Inocencio Medina Garcia (1973–1975)
- Nilton Silveira (1975)
- Cláudio Amantini (1975–1978)
- Décio Patelli (1978–1980)
- Badih Kallin Massad (1980–1982)
- Gibran José Cury (1983–1984)
- Ibrahim Cameschi (1984–1985)
- Badih Kallin Massad (1986–1987)
- Édson Cavalieri (1988–1989)
- Reynaldo Galli (1989–1990)
- Caio Coube (1991–1993)
- Inocencio Medina Garcia (1994–1995)
- Gibran José Cury (1996–1997)
- Archivaldo Reche (1998–2000)
- Ibrahim Cameschi (2000–2001)
- Valdomir Mandaliti (2001–2002)
- Sidnei Florenzano (2002)
- Damião Garcia (2003 - 2012)
- Toninho Gimenez (interino- 2012)
- Anis Buzalaf Júnior (2012–2013)
- Emílio Brumati (2013–2016)
- Estevan Pegoraro (2016–2019)
- Rodrigo Gomes (2019–2020)[42][43]
- Leandro Palma (2020–2022)[43]
- Emílio Brumati (2022–2025)[3]

## Palmarés

### Torneos estatales
- Campeonato Paulista del Interior (0)
  - Subcampeón: 2007, 2008.

- Campeonato Paulista Serie A2 (3): 1953, 1970, 1984
  - Subcampeón: 1983, 1986, 2005, 2010.

- Campeonato Paulista Serie A3 (2): 1995, 2022

- Copa Paulista (2): 2005, 2012.
  - Subcampeón: 2008, 2019.